# 阿迪拉巴德
阿迪拉巴德（Adilabad），是印度特伦甘纳邦阿迪拉巴德县的一个城镇。总人口108233（2001年）。

## 人口
该地2001年总人口108233人，其中男性55023人，女性53210人；0—6岁人口15025人，其中男7757人，女7268人；识字率64.63%，其中男性为72.52%，女性为56.47%。